# A Última Ceia (Leonardo da Vinci)
A Última Ceia (em italiano:  L'Ultima Cena e também Il Cenacolo) é uma pintura mural, muitas vezes definida incorretamente como afresco, obtida com uma técnica mista "seca" sobre gesso de Leonardo da Vinci para a igreja de Santa Maria delle Grazie em Milão, Itália. O trabalho presume-se que tenha sido iniciado por volta de 1495-96 e foi encomendado como parte de um plano de reformas na igreja e nos seus edifícios conventuais pelo patrono de Leonardo, Ludovico Sforza, duque de Milão. Representa o episódio bíblico da Última Ceia de Jesus com os Apóstolos antes de ser preso e crucificado. É um dos bens culturais mais conhecidos e estimados do mundo.

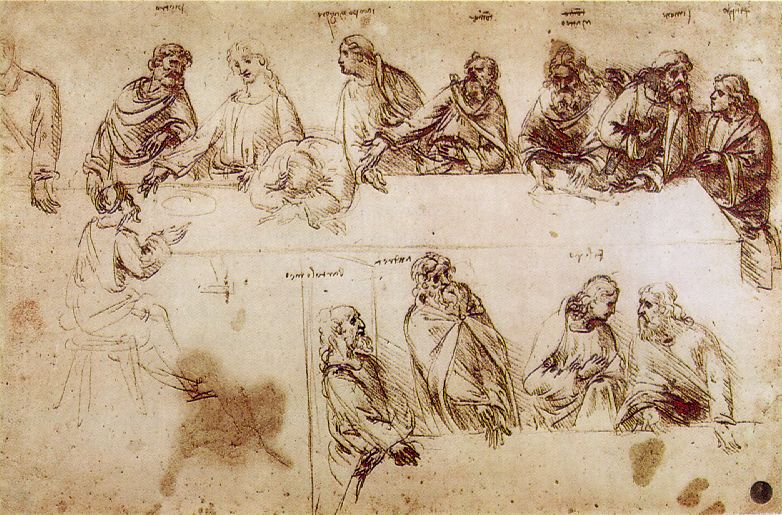
Estudo de Leonardo para "A Última Ceia", contendo o nome de cada um dos Apóstolos

O trabalho mantém-se no convento que o sucessor de Ludovico Sforza destinou ao local de sepultura dos seus familiares. O tema da Última Ceia era tradicional em refeitórios monásticos, mas a interpretação de Leonardo deu um maior realismo e profundidade à cena representada e ao lugar.
Leonardo da Vinci passou grande parte destes três anos dando atenção integral a esta pintura o que era facto raro para um pintor versátil e do seu nível.
Sofreu agressões ao longo do tempo desde a abertura de uma porta pelos padres até ao bombardeio aéreo na Segunda Guerra Mundial.

## Técnicas

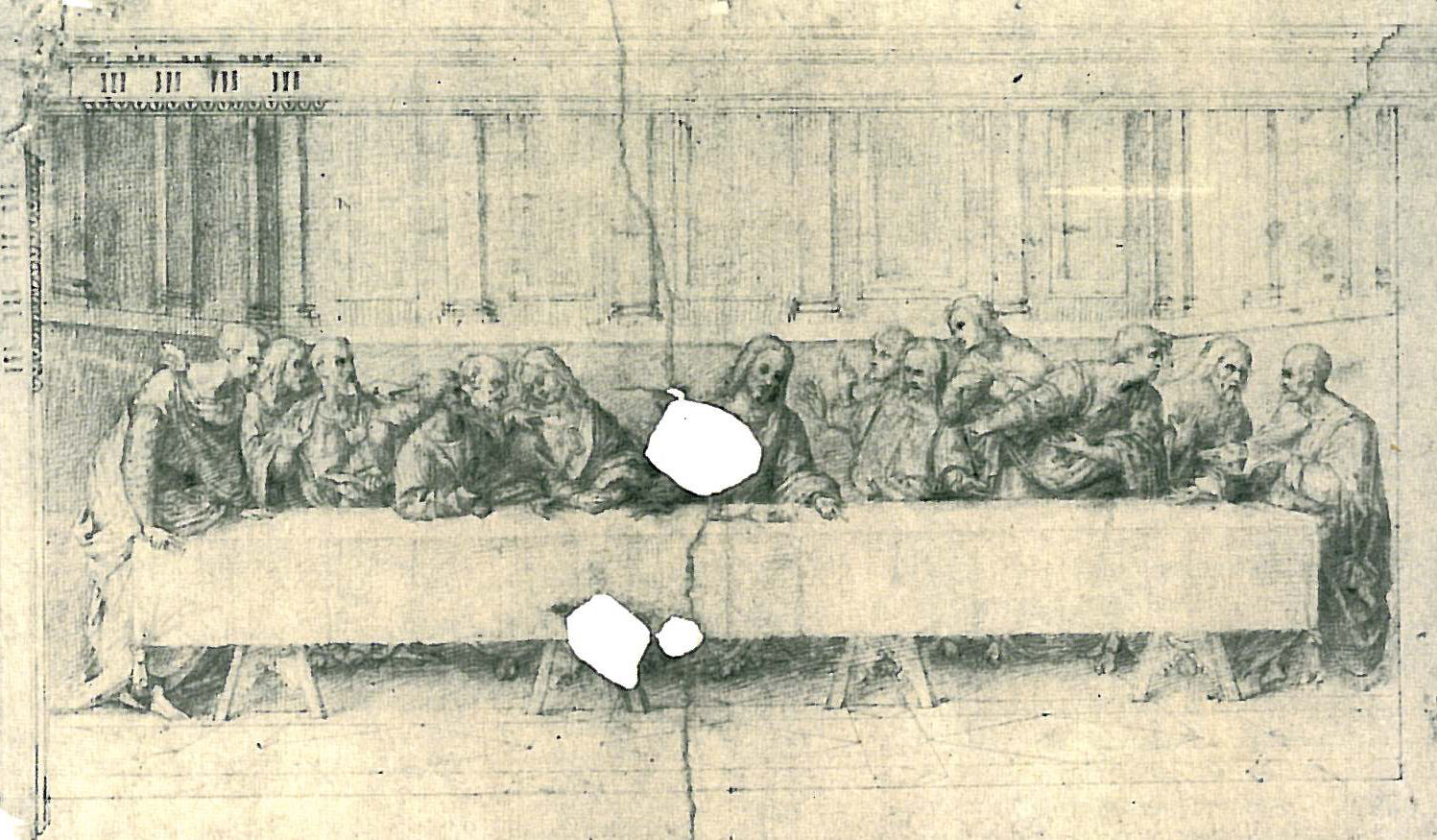
Esboço a carvão para a pintura da Última Ceia, por Leonardo

Leonardo pintou a Última Ceia com uma técnica definida como “seca” com pigmentos espalhados sobre uma camada preparatória branca, usada para nivelar e alisar a parede e não diretamente sobre o gesso úmido. As cores, portanto, não são absorvidas pelo gesso, mas sim sobrepostas à parede: isto torna a pintura muito mais vulnerável e frágil do que o afresco. Da Vinci testou uma nova técnica à solução das tintas com predominância da têmpera, com adição de cera de abelha. Essa mistura de técnicas, embora baseada em uma técnica descrita por Cennino Cennini em um tratado do século XIV, era usada "a secco" e não em superfícies "a fresco". Credita-se a essa técnica o fato da pintura estar perdendo coloração já em 1517. 
Na composição, foi usada uma linha do horizonte, que é uma linha horizontal traçada ao nível do olhar do pintor, fazendo com que o rosto de Jesus fique, tanto verticalmente como horizontalmente, no centro.

## Descrição
Quando Leonardo escolheu esta pintura, que está baseada em João 13:21, no qual Jesus anuncia aos doze apóstolos que alguém, entre eles, o trairia. Esta pintura, na história evangélica,[carece de fontes?] é considerada a mais dramática de todas.
Ao centro, Cristo é representado com os braços abertos, num gesto de resignação tranquila, formando o eixo central da composição e as figuras dos discípulos estão representadas num ambiente definido do ponto de vista da perspectiva.
Os apóstolos se agrupam em quatro grupos de três, deixando Cristo relativamente isolado ao centro. Da esquerda para a direita (do ponto de vista de quem está diante da pintura), segundo as cabeças, estão: no primeiro grupo, Bartolomeu, Tiago Menor e  André; no segundo grupo, Judas Iscariotes, São Pedro (cabelo branco) e João (imberbe); Cristo ao centro; no terceiro grupo, Tomé, Tiago Maior e Filipe (também imberbe); e no quarto grupo, Mateus (aparentemente com barba rala), Judas Tadeu e Simão Cananeu também chamado de Simão, o Zelote, por último. Estas identificações provêm de um manuscrito autógrafo de Leonardo encontrado no século XIX.
Cogita-se que o rosto de Judas representado na pintura retrataria Girolamo Savonarola, padre Dominicano que governou Florença e que foi executado por ordem do Papa Alexandre VI em 1498.

### Desenhos preparatórios

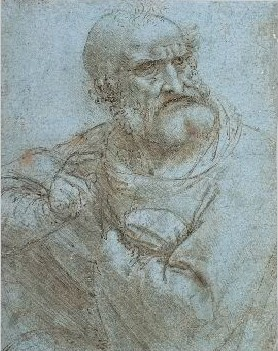
Estudo para  A Última Ceia: um dos apóstolos.
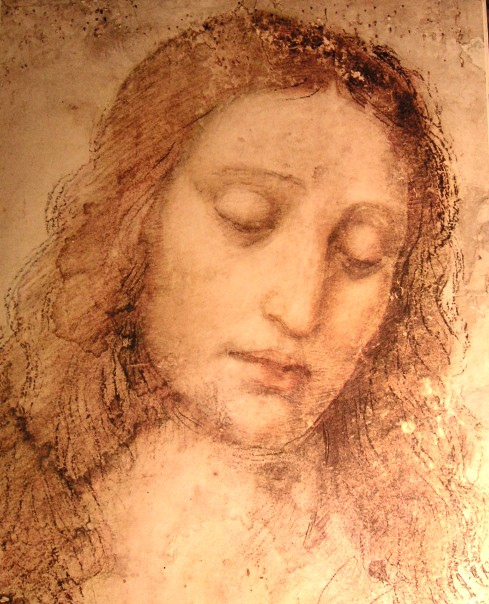
Estudo sobre o rosto de Cristo.
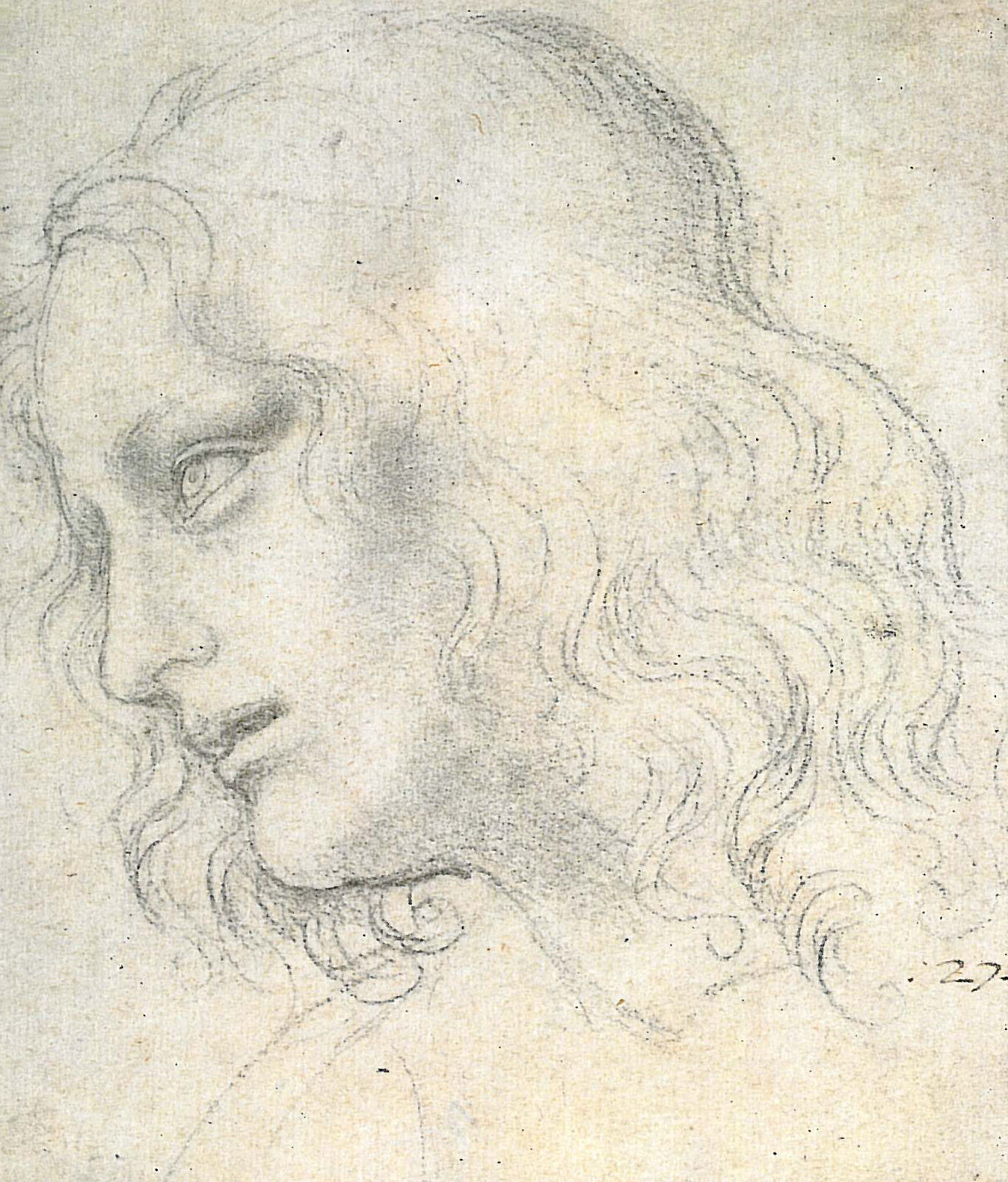
Esboço do rosto de Filipe.
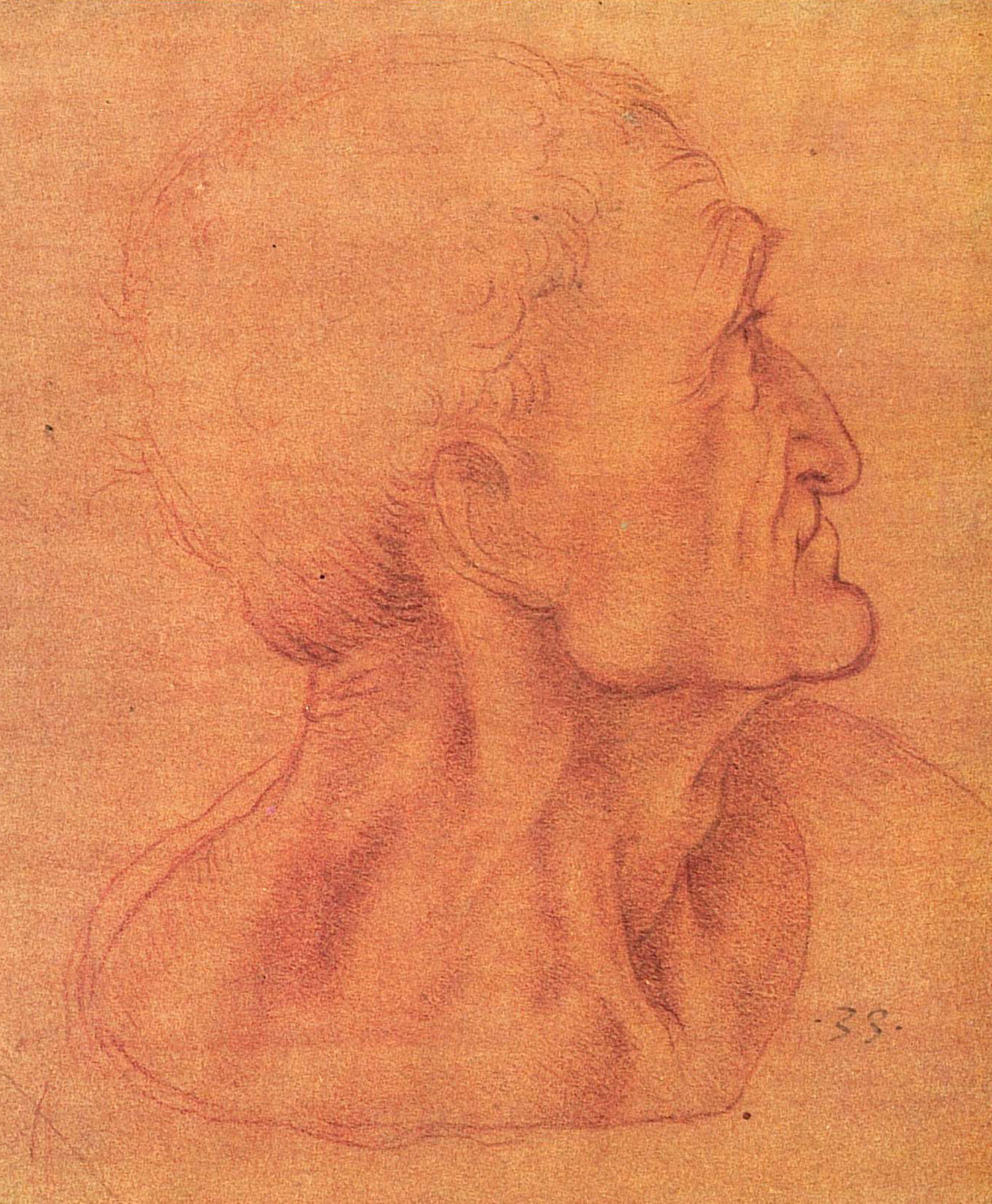
Judas.

### OutrasÚltimas Ceiasda época

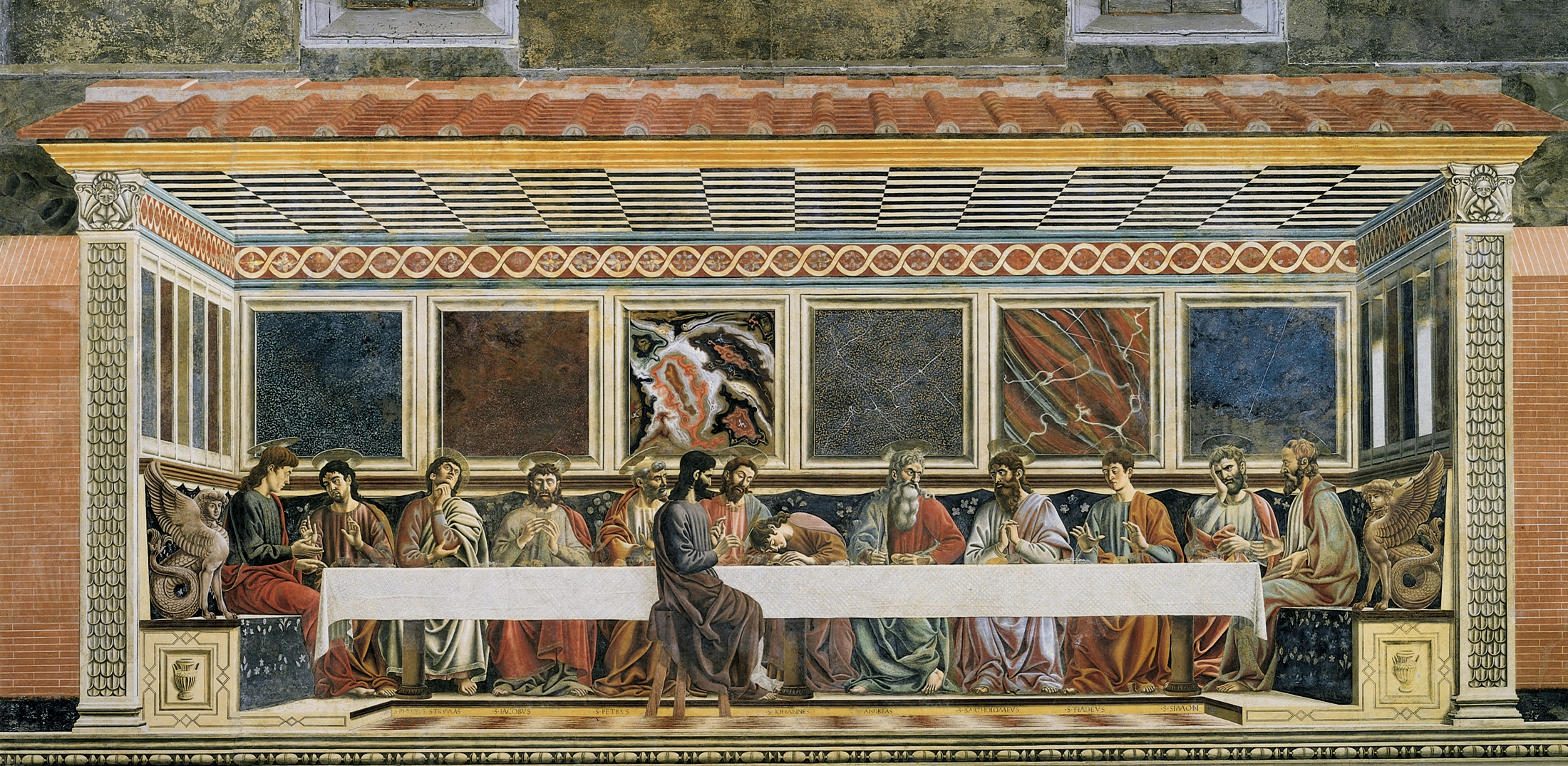
Última Ceia, de Andrea del Castagno, 1445-1450, afresco, 453 × 975 cm, Cenáculo de Santa Apolônia, Florença.

É possível fazer a  comparação entre a A Última Ceia, de Leonardo, com outras obras renascentistas imediatamente anteriores, para observar as inovações que o artista introduz no tema. Em ambas se verifica a postura tradicional de Judas Iscariotes de costas e separado do resto.
Nos desenhos preparatórios Leonardo copiou inclusive a posição de um dos apóstolos debruçado sobre a mesa, possivelmente triste ou abatido ou, na descrição da cena nos Evangelhos, recostado sobre o colo ou ombro de Cristo que segundo exegetas seria João e que foi também o primeiro a saber da futura traição de Judas.